# Base Fluvial de Ladário
A Base Fluvial de Ladário é um conjunto de fortificações militares da Marinha do Brasil localizado em Ladário, no estado do Mato Grosso do Sul, à margem do rio Paraguai. Sua instalação teve início em 14 de março de 1873 e sua conclusão em 1874.
Tem como missão prover meios de reparo e manutenção das embarcações da Armada em operação na Região Centro-Oeste do Brasil.
A construção foi tombada em 2010 pelo IPHAN devido à sua importância cultural.